# Detroit Lions
O Detroit Lions é um time profissional de futebol americano baseado em Detroit, Michigan. Os Lions competem na National Football League (NFL) como um clube membro da divisão Norte da National Football Conference (NFC). A equipe joga seus jogos em casa no Ford Field, no centro de Detroit.
Originalmente baseada em Portsmouth, Ohio e chamada de Portsmouth Spartans, a equipe entrou formalmente na NFL em 12 de julho de 1930 e começou a jogar na temporada de 1930. Apesar do sucesso dentro da NFL, eles não poderiam sobreviver em Portsmouth, então a menor cidade da NFL. A equipe foi comprada e transferida para Detroit para a temporada de 1934.
Os Lions ganharam quatro títulos da NFL, o último deles foi em 1957, o que dá ao clube a segunda maior seca de títulos da NFL, atrás do Arizona Cardinals. Eles são uma das quatro equipes atuais e a única equipe da NFC que ainda não jogou no Super Bowl. Eles também são a única franquia que esteve em operação em todas as 52 temporadas da era do Super Bowl sem ter aparecido em um (os Cleveland Browns não estavam em operação para as temporadas de 1996 a 1998).

## História

### Portsmouth Spartans (1929-1933)

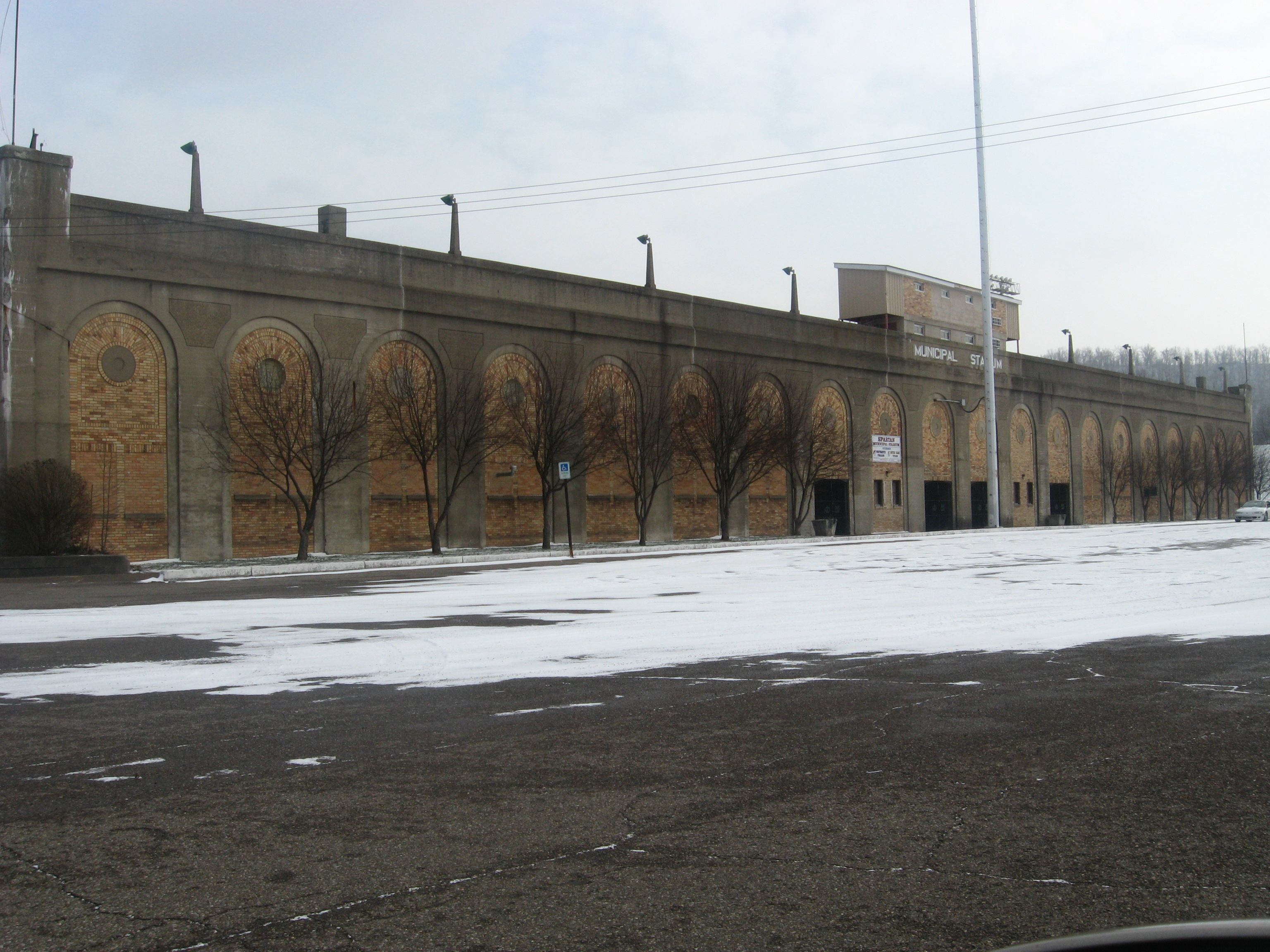
Campo dos Spartans em 2008, agora conhecido como Spartan Municipal Stadium.

Os Spartans foram inicialmente formados em 1929 em Portsmouth, Ohio, atraindo jogadores de times profissionais e semiprofissionais independentes extintos na área tri-estadual de Ohio-Kentucky-West Virginia. Eles imediatamente fizeram um impacto duas vezes derrotando o Ironton Tanks, uma equipe profissional independente que tinha jogado regularmente contra times membros da NFL desde o início dos anos 1920 com considerável sucesso. Os residentes de Portsmouth concordaram em financiar a construção do Universal Stadium, levando a NFL a oferecer a filiação da liga em 1930. Portsmouth se tornou a segunda menor cidade da NFL, à frente apenas de Green Bay. Durante o primeiro ano da equipe na liga, eles tiveram um recorde de 5-6-3 em competições da liga. Em 1931, Dutch Clark, um assistente técnico de Colorado College, recebeu uma licença e ingressou na equipe para a temporada de 1931, levando-os a um recorde de 11-3, o segundo no campeonato atrás do rival Green Bay Packers.
Em 1932, os Spartans jogaram o infame jogo do "iron man" contra os Packers. Nesse jogo, o treinador dos Spartans, Potsy Clark, recusou-se a fazer uma única substituição contra os campeões da NFL, forçando os mesmos 11 jogadores a jogarem durante todo o jogo. O Portsmouth venceu o jogo por 19-0 e terminou o ano com um recorde de 6-2-4 igual ao Chicago Bears. O empate ficou conhecido como o primeiro jogo de playoff da NFL. O jogo foi originalmente concebido para ser jogado no Wrigley Field, mas devido a condições de nevasca foi transferido para o Chicago Stadium, que só permitiu um campo de 80 jardas. Portsmouth perdeu o jogo por 0-9 e mais uma vez não ganhou o título, no entanto, o interesse resultante levou ao estabelecimento de conferências orientais e ocidentais e um jogo de título sendo jogado todos os anos.
No início da temporada de 1933, os Spartans contratou o estrelado Ernie Caddel, mas apesar de um forte início de 5-1, a equipe se desfez na segunda metade da temporada terminando com um recorde de 6-5.
Depois da temporada, os Spartans, que lutavam financeiramente, foram comprados por um grupo liderado pelo executivo de rádio de Detroit, George Richards, por US $ 7.952,08 e mudaram-se para Detroit, onde foram rebatizados como Detroit Lions. Richards escolheu o nome como uma homenagem para os Detroit Tigers e porque ele disse que o Leão é o monarca da selva e ele queria que sua equipe fosse o monarca da NFL.

### Mudança para Detroit e sucesso inicial (1934-1938)
Os Lions jogaram sua primeira temporada em Detroit em 1934, começando a temporada com 10 vitórias seguidas, mas perdeu os últimos 3 jogos da temporada para Green Bay e Chicago e terminou em segundo lugar atrás dos Bears. Em 1935, Dutch Clark liderou a NFL com 55 pontos, enquanto Ernie Caddel liderou a liga com 621 jardas e 6,4 jardas por corrida, levando os Lions a um recorde de 7-3-2, que foi o primeiro no Oeste e os Lions avançaram para a Final da NFL de 1935 contra o New York Giants. O jogo foi disputado às 2 da tarde de 15 de dezembro de 1935, diante de 15.000 torcedores em Detroit. Os Lions ganharam o jogo por 26-7 e venceram o primeiro título da equipe. Também na temporada 1935-1936, os Detroit Tigers venceram a World Series de 1935 e o Detroit Red Wings conquistaram a Stanley Cup de 1936.
Depois que a temporada terminou, os Lions jogaram um jogo de exibição contra uma equipe de All Stars da NFL em 1 de janeiro de 1936 e venceu por 33-0. Eles também jogaram mais três jogos de exibição: uma vitória por 67-14 sobre o Westwood Clubs Los Angeles em 13 de janeiro, uma vitória por 42-7 sobre o Los Angeles All Stars em 20 de janeiro e uma vitória por 10-3 sobre o Green Bay Packers. Nos dois anos seguintes, Detroit terminou com recordes de 8-4 e 7-4, mas terminou em 3º na Conferência Oeste em ambos os anos. Depois da temporada de 1938, tanto Dutch Clark quanto Ernie Caddel decidiram se aposentar do futebol americano profissional. Dutch Clark foi posteriormente introduzido no Hall da Fama dos Lions e teve sua camisa # 7 aposentada.

### Lutas (1939-1949)
Em 1939, o primeiro ano de Detroit sem seus superstars, os Lions só conseguiu vencer seis jogos, uma temporada decepcionante que deu o tom para a próxima década. Os anos 1940 não foram um ponto alto da história do Lions. Eles venceram um total de 35 jogos, para uma média de 3,5 por temporada, incluindo um recorde de 0-11 em 1942. O ataque da equipe de 1942 foi tão ruim que marcou apenas 5 touchdowns durante toda a temporada e nunca marcou mais de 7 pontos em um único jogo. Com a 1ª escolha geral no draft de 1943, os Lions selecionou Frank Sinkwich, da Geórgia, que ganhou o prêmio de MVP da NFL em 1944, liderando Detroit para 5 vitórias e terminando o ano com o primeiro recorde de vitórias de Detroit desde 1939. Em 7 de novembro de 1943, os Lions e o New York Giants jogaram um empate de 0-0 em Detroit - até hoje, a última vez que um jogo da NFL terminou com um empate sem pontos.
Detroit melhorou seu recorde em 1945, terminando em 7-3 sendo o segundo na Divisão Oeste, atrás do Cleveland Rams. Os Lions tiveram menos sucesso na segunda metade da década; em 1946, o Detroit conseguiu apenas 1 vitória durante todo o ano e, em 1947, ganhou apenas 3.
A fortuna do Lions começou a mudar em 1948. Com a 6ª escolha geral do Draft da NFL de 1948, os Lions selecionou o quarterback, YA Tittle. No entanto, ele nunca assinou contrato com a equipe e preferiu se juntar ao San Francisco 49ers. No mesmo draft, o Chicago Bears selecionou Bobby Layne, que construiu uma carreira de sucesso em Detroit apenas três anos depois. Detroit também selecionou o tackle Les Bingaman e o defensive back Don Doll que se tornaram jogadores importantes.
O Detroit venceu apenas 2 jogos em 1948, mas continuou construindo a sua equipe quando trocou o quarterback Johnny Rauch para o New York Bulldogs em troca de Doak Walker. Em 1949, o Lions melhorou o seu recorde para 4-8, não indo para os playoffs pela 14ª temporada consecutiva.

### Equipe dos anos 50 (1950-1958)
No início dos anos 50, os Lions tinham uma equipe para competir por títulos, mas ainda precisavam de um quarterback. Para resolver esta necessidade, eles trocaram o wide receiver Bob Mann para o New York Yanks em troca do quarterback Bobby Layne. Depois de terminar com um decepcionante recorde de 6-6 em 1950, o técnico Bo McMillin foi demitido e substituído por Buddy Parker, que já havia jogado pelos Lions em meados da década de 1930, inclusive fazendo parte da equipe do título de 1935. Em 1952, os Lions terminaram com um recorde de 9-3 e, assim, pela primeira vez em 17 anos, Detroit retornou aos playoffs.
No National Conference Championship Game, os Lions derrotaram os Rams por 31-21 na frente de quase 50.000 espectadores no Briggs Stadium em Detroit. A vitória mandou os Lions de volta a Final da NFL contra o Cleveland Browns de Paul Brown, que foi o primeiro de quatro finais de campeonato e cinco jogos de playoff jogados entre os dois times em uma década. Detroit venceu o jogo por 17-7 para ganhar o segundo título na história da franquia.
Na temporada seguinte, os Lions tiveram a maior temporada na história da franquia, selecionando o linebacker Joe Schmidt no Draft de 1953, para adicionar um time de 7 futuros Hall da Fama. Os Lions venceram 10 jogos e garantiram o primeiro lugar na renomada Conferência Oeste. Além disso, a equipe tinha 7 Pro Bowlers, 5 AP All Pros e varreu os rivais da divisão Chicago e Green Bay em quatro semanas consecutivas. O Detroit enfrentou Cleveland na Final da NFL de 1953, onde os Lions venceram por 17-16.
Em 1954, as duas equipes se enfrentaram novamente, desta vez, os Browns destruíram Detroit por 56-10.
Apesar do sucesso de Detroit no início dos anos 1950, a metade da década de 1950 parecia um ponto de queda para a equipe. Os Lions venceu apenas 3 partidas em 1955 e terminou em segundo lugar na divisão em 1956. Durante a pré-temporada de Detroit de 1957, Buddy Parker surpreendeu ao anunciar sua renúncia e assumiu o lugar de treinar no Pittsburgh Steelers. Apesar disso, os Lions terminou com um recorde de 8-4 e empatou com o San Francisco 49ers, que montou outro jogo de playoff entre os dois. O jogo jogado em San Francisco ficou conhecido "The Night The Walls Talked". Durante o jogo, os 49ers tinha uma vantagem de 24-7 ao intervalo. Durante o intervalo, os 49ers, que supunham que o jogo estava encerrado, começaram a chamar suas famílias, comemorar a vitória e reservar seus voos para a Final da NFL contra o Cleveland. Como as paredes do estádio Kezar eram tão finas e os vestiários estavam bem próximos um do outro, os Lions podiam ouvi-lo. Detroit acabou virando o jogo e ganhou por 31-27.
Na semana seguinte, na final da NFL, Rote jogou quatro touchdowns e correu em outro quando os Lions derrotou o Cleveland por 59-14 e conquistou seu terceiro título em seis anos e até agora o último.
Em 1958, depois de liderar os Lions em três jogos da final da NFL, os Lions trocaram Bobby Layne. Bobby se machucou durante a última temporada e os Lions pensaram que ele estava acabado e queria conseguir o que podiam para ele. Segundo a lenda, quando ele estava indo para Pittsburgh, Bobby disse que Detroit "não venceria por 50 anos". Desde então, os Lions não venceram outro títulos e os anos subseqüentes da franquia foram rotulados como "A Maldição de Bobby Layne". Sem Layne, Detroit terminou com um recorde de 4-7-1, uma das piores defesas de título na história da NFL.

### Vida sem Bobby Layne e comprometendo-se com a defesa (1959-1969)
O recorde de 3-8-1 em 1959, fez com que os Lions encerrassem sua década de maior sucesso de forma decepcionante e, na década de 1960, os Lions decidiram começar uma reconstrução, desta vez centrada na defesa. Detroit começou trocando Gerry Perry para o St. Louis Cardinals em troca do cornerback Dick "Night Train" Lane. Essa foi uma boa jogada, pois Lane foi eleito para três Pro Bowls e quatro All Pro. Detroit também selecionou no draft, o Defensive tackle Roger Brown que se juntou a Alex Karras, Sam Williams e Darris McCord, formando uma das linhas defensivas mais ferozes da história do futebol americano profissional. 
Apesar do início de 0-3 em 1960, essa defesa ajudou o Lions a conseguir um recorde de 7-5 no fim da temporada.
Em 1961, o Lions melhoraram um pouco, terminando com um recorde de 8-5-1. O auge da defesa dos Lions veio em 1962, quando eles tiveram um recorde de 11-3 e se tornaram apenas a 3ª equipe na história da NFL a nunca perder por mais de 7 pontos em um jogo. Os Lions terminavam atrás dos Packers novamente mas eles conseguiram derrota-los no Dia de Ação de Graças por 26-14 em um jogo que ficou conhecido como o "Massacre do Dia de Ação de Graças". Esta foi a única derrota de Green Bay durante toda a temporada, eles venceram o título da NFL de 1962.
Em meados da década de 1960, os Lions serviram de cenário para a literatura de esportes de George Plimpton, que passou algum tempo no campo de treinamento dos Lions disfarçado de jogador. Este foi o material básico para seu livro Paper Lion, mais tarde transformado em um filme estrelado por Alan Alda, além de vários jogadores dos Lions, incluindo Alex Karras. 
Em 22 de novembro de 1963, William Clay Ford comprou um controle acionário da equipe por US $ 4,5 milhões. Durante o mandato de propriedade da Ford, que se estendeu até sua morte em 2014, os Lions ganharam apenas um único jogo de playoffs.
A sorte de Detroit chegou ao fim em 1963, quando a equipe se desfez, terminando com um recorde de 5-8-1. Um escândalo de apostas envolvendo Alex Karras e o running back dos Packers, Paul Hornung, levou ambos os jogadores a serem suspensos para a temporada de 1963 e também tiveram um papel no colapso do Lions. Os Lions melhoraram no ano seguinte, terminando com um recorde de 7-5-2, mas não foram para os playoffs.
Detroit começou a perder sua defesa quando Yale Lary se aposentou após a temporada de 1964, seguido por Schmidt e Lane se aposentando na temporada de 1965. Os Lions aproveitaram o final dos anos 60 para reconstruir seu elenco e selecionar Lem Barney no draft. Eles também selecionaram Bob Kowalkowski e Ed Flanagan para construir a linha ofensiva e o Running Back Mel Farr. Apesar de todos os jogadores serem Pro Bowlers, Detroit ainda precisava de um jogador de franquia que eles encontraram na 3ª rodada do Draft de 1968, quando selecionaram Charlie Sanders, 7 vezes Pro Bowler, considerado um dos melhores jogadores de todos tempos.

### Década de fracasso (1970-1981)
O cantor de soul da Motown, Marvin Gaye, fez planos, após a morte de sua parceira, Tammi Terrell, de se juntar aos Lions e entrar no futebol americano profissional. Ele ganhou peso e treinou para seu teste em 1970, mas foi cortado logo no início. Ele manteve-se amigo de vários jogadores, particularmente Mel Farr e Lem Barney, que aparecem como vocalistas de fundo em seu clássico de 1971 "What's Going On". Com a fusão da NFL-AFL em 1970, os Lions foram colocados na nova divisão da NFC Central com o Minnesota Vikings, Green Bay Packers e Chicago Bears. Terminando com um recorde de 10-4, eles foram o primeiro time a se qualificar para a recém-criada posição de wild card dos playoffs da NFL. No entanto, eles perderam para os Cowboys por 5-0 depois de uma longa e desgastante luta defensiva e não foram para a pós-temporada novamente pelo resto da década.
Apesar da derrota, os Lions de 1970 continuam a ser uma das melhores equipes na história da franquia e uma das equipes mais subestimadas da história da NFL. Enquanto jogava em casa contra o Chicago em 24 de outubro de 1971, uma tragédia aconteceu quando o wide receiver Chuck Hughes desmoronou e morreu de ataque cardíaco. Ele continua sendo o único jogador da NFL a morrer no campo. Para homenagear sua memória, o time usou braçadeiras pretas pelo resto da temporada e aposentou seu número 85 (embora o número tenha sido usado pelo wide receiver Kevin Johnson em 2005, que pediu e recebeu permissão da família Hughes para fazê-lo).
Os Lions melhoraram e tiveram um recorde de 8-5-1 em 1972 e 6-7-1 no ano seguinte. Uma Doença cardíaca levou outro membro da franquia quando o treinador Don McCafferty morreu pouco antes dos treinos de 1974. Naquela temporada, os Lions terminaram com um recorde de 7-7. No Dia de Ação de Graças, em 28 de novembro de 1974, após 35 anos, os Lions jogaram seu último jogo no Tiger Stadium, onde perderam para o Denver Broncos por 31-27 na frente de 51.157 pessoas. Os Lions se mudaram para o recém-construído Pontiac Silverdome. 
Os Lions tiveram um recorde de 7-7 em 1975 e 6-8 em 1976. A equipe terminou com um recorde de 6-8 novamente em 1977, enfrentando toda a temporada com uma ofensa anêmica que só somou 183 pontos. A mediocridade seguiu em 1978 quando eles tiveram sete vitórias na recém-ampliada temporada de 16 jogos. O fundo do poço dos Lions veio em 1979 quando eles tiveram um recorde de 2-14.
Isso deu aos Lions a oportunidade de escolhar o vencedor do Heisman Trophy, Billy Sims, de Oklahoma no Draft de 1980. Detroit também selecionou o quarterback Eric Hipple na 4ª rodada do draft, que se tornou o quarterback titular dos Lions na maior parte da década.
Detroit melhorou imediatamente em 1980, saltando para um recorde de 9-7, que infelizmente não foi bom o suficiente para se classificar para os playoffs. No ano seguinte, os Lions terminou com um recorde de 8-8 novamente não se qualificando para os playoffs.

### Campeões da NFC Central e aposentadoria de Billy Sims (1982-1988)
Os Lions entraram em 1982 com esperança de uma possível ida aos playoff, mas depois de um início de 2-0, um bloqueio cancelou 7 jogos, cortando a temporada para 9 jogos. Depois que o bloqueio chegou ao fim, os Lions terminaram com um recorde bom o suficiente para se qualificar para os playoffs, tornando-se um dos apenas 3 equipes para se qualificar para os Playoffs da NFL com um recorde de derrotas. As outras duas equipes são o Cleveland Browns, que o fez no mesmo ano, e o Seahawks de 2011, que não apenas se classificou para os playoffs, como também venceu sua divisão com um recorde de 7-9. Nos playoffs, os Lions foram derrotados por 31-7 pelo eventual campeão Washington Redskins. No entanto, com Monte Clark (que havia se tornado o treinador dos Lions na temporada de 1978) no comando, e Billy Sims, os Lions ganharam 9 jogos em 1983 para ganhar a NFL Central e fazer sua segunda aparição em playoff consecutivos, a primeira vez desde as temporadas de 1961 e 1962.
Em 31 de dezembro de 1983, os Lions enfrentaram o San Francisco 49ers no Divisional Round e perderam por 24-23.
Em 1984, durante um jogo contra o Minnesota Vikings em 21 de outubro, Billy Sims sofreu uma lesão que acabou terminando a sua carreira. Sims passou dois anos tentando reabilitar sua lesão antes de se aposentar em 1986. Os Lions trouxeram o treinador Darryl Rogers, considerado um guru ofensivo que já havia treinado no nível universitário. No entanto, seu mandato é marcado por muita decepção. De 1985 a meados da temporada em 1988, ele teve um recorde de 18-40 e teve um recorde de 2-9 em 1988 antes de ser demitido. Ele foi substituído pelo técnico interino Wayne Fontes, que no final de sua carreira de treinador, foi considerado um dos melhores treinadores da história do time e teve a distinção de ter mais vitórias e derrotas de qualquer treinador principal dos Lions.

### Era Barry Sanders (1989-1998)
Com a terceira escolha geral do Draft de 1989, os Lions escolheram o running back Barry Sanders. Os Lions melhorou muito o ataque em 1989, mas ainda terminou em um distante terceiro lugar com um recorde de 7-9. No entanto, os ventos da mudança estavam soprando em Detroit, porque em 1989, Barry Sanders correu para 1.470 jardas em 280 corridas e  ganhou o prêmio de Novato Ofensivo do Ano da NFL.
Com um núcleo tão jovem, incluindo as mais novas escolhas ofensivas, os Lions adquiriram os Pro-Bowlers Bennie Blades e Chris Spielman em 1988, juntamente com Jerry Ball em 1987. Detroit oferece um excelente desempenho em 1990 liderado por Barry Sanders, mas terminou com um recorde de apenas 6-10.
Em 1991, os Lions iniciaram a temporada sendo humilhado em rede nacional quando perderam por 45-0 para o Washington Redskins, mas depois se recuperaram, vencendo os cinco jogos seguintes. Eles terminaram com um recorde de 12-4 e ganharam seu primeiro título da divisão em oito anos.
Nos playoffs, os Lions venceram os Cowboys por 38-6, a primeira vitória nos playoffs desde os anos 1960, mas foram superados pelos Redskins por 41-10 no NFC Championship.
Os Lions também foram para os playoffs em 1993, 1994, 1995, 1997 e 1999, tornando a década de 1990 uma das décadas de maior sucesso na história do time. Em 1993, eles tiveram um recorde de 10-6, sendo o primeiro na Divisão Central da NFC, mas perderam para o Green Bay Packers nos playoffs. Em 1994, eles tiveram um recorde de 9-7 perderam para os Packers nos playoffs novamente. Em 1995, eles perderam para o Philadelphia Eagles nos playoffs por 58-37. Em 1997, o Detroit perdeu para o Tampa Bay Buccaneers no primeiro round dos playoffs. Em 1999, os Lions fecharam a década chegando aos playoffs pela sexta vez em um período de dez anos, que é um recorde da franquia. No entanto, eles perderam novamente no primeiro round, desta vez para o Washington Redskins. A vaga de playoff de Detroit em 1999 também marcou a segunda vez nos três primeiros anos de Bobby Ross como técnico principal, que ele os levou à pós-temporada. O último treinador do Lions a realizar esse feito foi Buddy Parker, em 1952-53, durante sua segunda e terceira temporadas no comando.
Em 1997, Barry Sanders concorreu para 2.053 jardas de corrida. Na época, seu número total de jardas era de 15.269 jardas, perdendo apenas para os 16.726 jardas de Walter Payton em mais jardas de todos os tempos. Sanders se aposentou abruptamente depois da temporada de 1998. Emmitt Smith, desde então, quebrou o recorde de Payton, acumulando 18.355 jardas e derrubou Sanders para o terceiro lugar na lista de jardas de corrida totais.

### Matt Millen e falha na reconstrução (1999-2008)
Depois que Barry Sanders se aposentou, os Lions chegaram aos playoffs da NFL em 1999 com um recorde de 8-8 antes de serem derrotados pelos Redskins por 13-27 na rodada de wild card. A equipe melhorou na temporada de 2000 terminando com um recorde de 9-7, mas por causa de uma conferência forte, eles não foram para os playoffs. Após a temporada, os Lions contratou Matt Millen, ex-jogador e locutor, como presidente e CEO. 
Detroit se desmembrou em 2001 levando muitas pessoas a acreditar que poderiam ser o primeiro time a ter um recorde de 0-16 em uma temporada. Após o início de 0-13, os Lions finalmente conseguiu vencer um jogo no dia 16 de dezembro ao derrotar o rival Minnesota Vikings. Depois de duas derrotas consecutivas, os Lions jogou a última partida da temporada de 2001, em 6 de janeiro de 2002. Naquele que foi o último jogo disputado no Pontiac Silverdome, os Lions venceram por 15-10 em frente a 77.512 fãs.
Isso rendeu a Detroit a 3ª escolha geral no draft, atrás da equipe de expansão do Houston Texans. Os Lions usaram a escolha para selecionar o quarterback de Oregon, Joey Harrington, iniciando uma das piores tentativas de reconstrução da história da NFL. Os Lions ganharam 3 jogos em 2002, terminando com um recorde de 3-13 e ganhando novamente a 2ª escolha geral no Draft. Desta vez, eles selecionaram Charles Rodgers. Eles também contrataram Steve Mariucci como novo treinador.
A equipe terminou o ano de 2003 com um recorde de 5-11. Rodgers teve um bom começo, mas se machucou no meio da temporada e por causa disso, os Lions selecionaram Roy Williams como o sétimo geral no Draft de 2004. Williams, Rodgers, Harrington e Millen tornaram-se os quatro nomes associados a essa reconstrução e o fracasso dos Lions nos anos 2000.
Os Lions percorreu todo o ano de 2001 (sua última temporada no Silverdome), em 2002 (primeira temporada no Ford Field) e em 2003, sem vitória fora de casa, tornando-se a única equipe na história da NFL a não ganhar fora de casa por três temporadas consecutivas. A sequência, englobando 24 jogos que também é um recorde da NFL (o Cleveland Browns está atualmente com 22 derrotas consecutivas) terminou em 12 de setembro de 2004, quando os Lions derrotaram os Bears por 20-16 no Soldier Field, em Chicago. Depois de mais de sete temporadas sob a liderança de Millen como presidente de equipe, o Detroit Lions nunca teve uma temporada vitoriosa, nunca terminou acima do terceiro lugar no NFC North e não jogou quaisquer jogos de pós-temporada. Millen recebeu uma prorrogação de contrato de cinco anos no início da temporada de 2005, para o desalento dos fãs do Lions.
Antes do início da temporada de 2006, os Lions trocou o quarterback Joey Harrington para o Miami Dolphins. A equipe terminou com um recorde de 3-13 e conquistou a 2ª escolha geral no Draft de 2007, que usou no wide receiver Calvin Johnson, de Georgia Tech. Em 2007, o Lions começou a temporada com um promissor recorde de 6-2. No entanto, o otimismo foi de curta duração, com a equipe registrando apenas uma única vitória nos próximos oito jogos, e terminando com um recorde final de 7-9.

#### 2008: 0-16
Embora os Lions tenham registrado um recorde de 4-0 na pré-temporada, eles ficaram sem vitórias durante a temporada regular, com um recorde de 0-16. Eles se tornaram a única equipe na história da NFL (embora tenha sido igualada pelo Cleveland Browns em 2017 que coincidentemente também venceu todos os seus jogos de pré-temporada) a perder todos os 16 jogos em uma única temporada e assim ganharam o direito a primeira escolha geral no Draft de 2009. O presidente, Matt Millen, foi demitido no meio da temporada e, assim, começou uma nova era para os Lions.

### Matthew Stafford e Calvin Johnson (2009-2015)

#### 2009
Em 15 de janeiro de 2009, os Lions contratam Jim Schwartz como treinador principal. Schwartz passou 10 temporadas com o Tennessee Titans, oito deles como coordenador defensivo, ajudando-os a compilar um registro de 13-3 e o primeiro lugar na AFC South em 2008. Os Lions também contrataram um novo coordenador ofensivo (Scott Linehan), e um novo coordenador defensivo (Gunther Cunningham). Em abril, eles adotaram um logotipo de equipe redesenhado, que era uma versão de aparência mais agressiva da que era usada desde 1970.
Os Lions selecionaram o quarterback da Universidade da Geórgia, Matthew Stafford, como a escolha geral número 1 no Draft de 2009. Ele assinou um contrato de seis anos no valor de US $ 41,7 milhões em dinheiro garantido (o mais garantido para qualquer jogador na história da NFL, até que Sam Bradford recebeu US $ 50 milhões garantidos do St. Louis Rams, um ano depois).
Em 27 de setembro de 2009, a equipe quebrou sua série de 19 derrotas consecutivas com uma vitória de 19-14 no Ford Field contra o Washington Redskins. As derrotas recomeçaram depois disso, a única outra vitória de Detroit na temporada foi contra o Cleveland Browns por 38-37. Os jogos restantes foram perdidos e a equipe terminou o ano com um recorde de 2-14.

#### 2010
No Draft de 2010, os Lions usaram a escolha número 2 para selecionar o DT Ndamukong Suh, da Universidade de Nebraska.
Durante uma partida de pré-temporada contra os Browns, Suh (que ganhou uma reputação na faculdade como um jogador agressivo) agarrou o QB de Cleveland, Jake Delhomme, pela máscara e o jogou no chão. Delhomme escapou ileso, mas Suh foi multado em US $ 7.500 pelo incidente.
Os Lions terminaram a temporada com um recorde de 6-10. Embora as jogadas de Matt Stafford tenham sido poucas devido a contusões, Drew Stanton e Shaun Hill tiveram boas performances e o WR Calvin Johnson também desempenhou um papel fundamental nas seis vitórias do time. Suh cumpriu sua reputação de faculdade temível também e provou-se a não ser um fracasso como alguns previram.
Matt Stafford e Ndamukong Suh foram operados na offseason. Buscando reforçar sua defesa (classificada como intermediária em 2010), os Lions selecionaram o DT Nick Fairley de Auburn com a escolha 13 no Draft.

#### 2011
Em 2011, os Lions começaram a temporada com um recorde de 5-0 pela primeira vez desde 1956. Os Lions teve sua primeira derrota contra o San Francisco por 25-19. Detroit terminou a temporada com um recorde de 10-6 e a classificação para os playoffs depois de 12 anos.
Nos playoffs, eles foram derrotados pelo New Orleans Saints por 45-28 no Wild Card.
Os destaques da temporada incluíram Matt Stafford, que venceu os problemas de lesão que sofreu em 2009-10, bem como o surgimento de Calvin Johnson como um dos melhores WRs da liga.

#### 2012-15
Na temporada de 2012, os Lions tentaram melhorar sua impressionante temporada de 2011. Eles começaram com um recorde de 4-4 mas depois perderam seus últimos 8 jogos, a maior sequência desde 2008, para terminar com um recorde de 4-12.
A temporada de 2013 viu a equipe melhorar. Na semana 10, após sua primeira vitória em Chicago desde 2007, a equipe estava em primeiro lugar na NFC North. Na semana 13, a equipe venceu seu primeiro jogo do Dia de Ação de Graças desde 2004 em uma vitória por 40-10 sobre Green Bay. No entanto, os Lions perderam seus dois jogos anteriores e perderam seus últimos 4, incluindo uma derrota de 23-20 no penúltimo jogo da temporada para os Giants. Os Lions foram eliminados da disputa dos playoffs e, em seguida, perderam seu último jogo para o Minnesota no último jogo disputado no Metrodome. No geral, os Lions terminou a temporada com um recorde de 7-9, em terceiro na sua divisão, resultando na demissão do técnico Jim Schwartz em 30 de dezembro.
Em 14 de janeiro de 2014, os Lions contrataram Jim Caldwell como novo treinador. Ele é o primeiro treinador afro-americano na história da franquia.
Em 9 de março de 2014, o proprietário de longa data William Clay Ford morreu aos 88 anos. No dia 10 de março foi anunciado que o controle acionário do Detroit Lions passaria para a viúva de Ford, Martha Ford.
Durante a temporada de 2014, a influência de Jim Caldwell melhorou drasticamente os Lions. Apreciando a segunda melhor unidade defensiva da liga (atrás apenas do atual campeão Seahawks), os Lions registrou um recorde de 11-5 e se classificou para os playoffs. No entanto, os Lions sofreram uma derrota polêmica para o Dallas Cowboys na rodada de wildcard dos playoffs.
Em 5 de novembro de 2015, os Lions demitiram o gerente geral Martin Mayhew e o presidente Tom Lewand, após um começo de 1-7. Durante seu mandato como gerente geral, os Lions tiveram um recorde de 41-63, fizeram os playoffs duas vezes e perderam as duas vezes na rodada do Wild Card. Em 19 de novembro, os Lions contrataram Rod Wood como novo presidente da equipe. Esta temporada marcou o fim de uma era quando Calvin Johnson se aposentou.

### Era Bob Quinn (2016-2020)

#### 2016-2020
Em 8 de janeiro de 2016, os Lions contrataram Bob Quinn como novo gerente geral. Apesar de não ter muita esperança de ir para os playoffs, Detroit venceu 9 jogos e terminou com um recorde de 9-7, o que foi bom o suficiente para ir para os playoffs como wild card, mas eles foram derrotados pelo Seattle Seahawks por 26-6, aumentando a sequência de derrotas nos playoffs.
Na temporada seguinte, Detroit teve um o mesmo recorde de sua última temporada, 9-7, mas não conseguiu ir para os playoffs depois de ser derrotado pelo Cincinnati Bengals (que foram 5-9 na época), resultando na demissão do treinador Jim Caldwell, apesar de um recorde de vitórias naquela temporada.
Detroit então contratou o então coordenador defensivo do New England Patriots, Matt Patricia, como treinador principal em 5 de fevereiro de 2018. Um grande problema para os Lions em 2016 e 2017 foi o jogo de corrida, então em um esforço para consertá-lo, eles contrataram LeGarrette Blount do Philadelphia Eagles e recrutou o running back Kerryon Johnson de Auburn.

Em 23 de junho de 2020, a proprietária majoritária e presidente Martha Firestone Ford renunciou. Ela foi sucedida por sua filha Sheila Ford Hamp. Em 28 de novembro de 2020, o gerente geral Bob Quinn, juntamente com o técnico Matt Patricia, foram demitidos pelos Lions após um início de temporada de 4-7; O recorde geral de Patricia com a equipe foi de 13–29–1. Patricia foi sucedida pelo coordenador ofensivo dos Lions, Darrell Bevell, que atuou como treinador interino pelo restante da temporada. Os Lions terminariam a temporada com um recorde de 5-11.

### Era Brad Holmes e Dan Campbell (2021-presente)

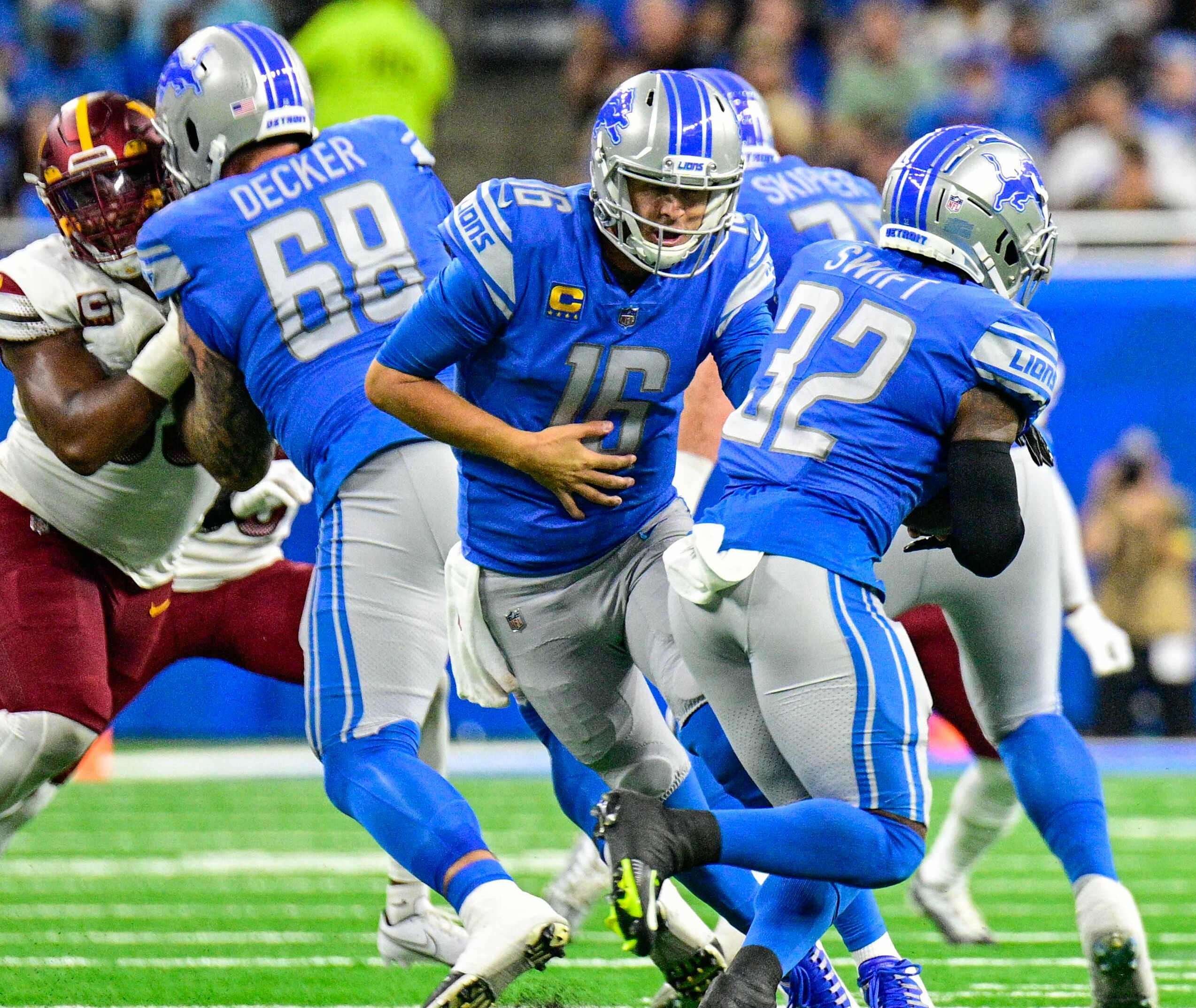
Jared Goff liderando o ataque dos Lions.

Em 14 de janeiro de 2021, os Lions contrataram Brad Holmes como vice-presidente executivo e gerente geral. Em 20 de janeiro de 2021, Dan Campbell foi contratado como treinador principal. A maior mudança fora da temporada foi feita em 18 de março de 2021, quando os Lions trocaram o quarterback de longa data Matthew Stafford para Los Angeles Rams em troca do quarterback Jared Goff, uma escolha de terceira rodada no draft de 2021 e escolhas de primeira rodada no draft de 2021, 2022 e 2023.

## Logotipos e uniformes
Além de uma breve mudança para o marrom em 1948 instituída pelo então treinador Bo McMillin (influenciado por seus anos como treinador em Indiana), os uniformes dos Lions basicamente permaneceram os mesmos desde que a equipe estreou em 1930. O projeto consiste em capacetes prateados, calças prateadas e camisas azul ou branco.
O tom de azul usado nos uniformes e logotipos dos Lions é oficialmente conhecido como "Honolulu blue", supostamente inspirado na cor das ondas ao largo da costa do Havaí. A sombra foi escolhida por Cy Huston em 1935. Houston, o primeiro vice-presidente e gerente geral do Lions, disse sobre a escolha: "Eles me fizeram olhar para tantos azuis que eu sou azul no rosto", disse Houston sobre a seleção. "Mas, de qualquer maneira, é o tipo de azul, segundo me disseram, que combina com a prata."
Houve pequenas alterações no design uniforme ao longo dos anos, como a alteração dos padrões de listras prateadas nas mangas e a alteração das cores dos números. Os números foram adicionados às mangas de camisa em 1956. Em 1970, a equipe usou calças azuis. camisas brancas, juntamente com meias cinza. Em 1999, os "números de TV" nas mangas foram movidos para os ombros.
Em 1994, todas as equipes da NFL usavam camisas retrô e as dos Lions eram semelhantes às usadas durante a temporada de 1935. Os capacetes e calças eram de prata maciça, as camisas Honolulu azul com números prateados e a camisa não tinha números nas mangas. A equipe usava meias azuis junto com sapatos pretos. Os capacetes também não tinham um logotipo, já que os capacetes eram de couro simples na época. Os Lions também usaram camisas no estilo dos anos 50 durante os jogos tradicionais do Dia de Ação de Graças de 2001 a 2004, enquanto a NFL incentivava as equipes a usar no Dia de Ação de Graças.
Em 2003, a equipe acrescentou um acabamento preto ao logotipo e às camisas. As máscaras no capacete mudaram de azul para preto com a introdução da nova cor.
Para 2008, a equipe abandonou a camisa preta em favor de um uniforme retrô para comemorar o 75º aniversário da franquia. O uniforme retrô  tornou-se a camisa alternativa permanente da equipe em 2009, substituindo o antigo negro. Os Lions apresentou oficialmente novos desenhos de logotipo e de uniformes em 20 de abril de 2009. O leão no capacete agora tem uma juba e presas fluidas, e o tipo de letra de "Lions" é mais moderno.
Em 1º de fevereiro de 2017, o Lions anunciou um novo tipo de letra, logotipo e a remoção completa da cor preta da identidade da equipe. A equipe "priorizou a combinação clássica de cores de Honolulu azul e prata, que é sinônimo do Detroit Lions desde 1934". O novo logotipo é idêntico ao antigo, exceto com uma borda prateada em vez de preta. Os Lions revelaram os novos uniformes do clube em 13 de abril de 2017. Os Lions também acrescentaram as iniciais "WCF" à manga esquerda como um tributo permanente a William Clay Ford, dono da equipe de 1963 até sua morte em 2014. Além disso, substitui o patch "WCF" preto no peito esquerdo que foi adicionado após a morte de Ford.

## Recordes

### Recordes em uma temporadas
Passando
- Jardas passadas: 5,038 – Matthew Stafford (2011)
- Passes para touchdowns: 41 – Matthew Stafford (2011)
- Passes completados: 435 – Matthew Stafford (2012)
- Passes tentados: 727 – Matthew Stafford (2012)
- Passe mais longo completo: 99 jardas – Karl Sweetan (1966)

Correndo
- Jardas terrestres: 2,053 – Barry Sanders (1997)
- Corridas: 343 – Barry Sanders (1997)
- Touchdowns terrestres: 16 – Barry Sanders (1997)
- Mais longa corrida: 96 jardas – Bob Hoernschemeyer (1950)
- Jardas terrestres por jogo: 128,3 jardas – Barry Sanders (1997)

Recebendo
- Recepções: 123 – Herman Moore (1995)
- Jardas recebidas: 1,964 – Calvin Johnson (2012)
- Touchdowns recebidos: 16 – Calvin Johnson (2011)

Retornos
- Mais retornos de Punt: 52 – Robbie Martin (1981)
- Mais longo punt retornado: 95 jardas – Desmond Howard (2000)
- Mais longo kickoff retornado: 105 jardas – Stefan Logan (2010) e Terry Fair (1998)

Chutes
- Field goals: 34 – Jason Hanson (1993)
- Extra Points convertidos: 54 – Jason Hanson (2011)
- Punts: 97 – Jim Arnold (1988)
- Jardas no Punt: 4,110 – Jim Arnold (1988)

### Recordes na carreira
- Jardas passadas: 37,936 - Matthew Stafford (2009–Presente)
- Passes para touchdowns: 234 - Matthew Stafford (2009–Presente)
- Jardas terrestres: 15,269 - Barry Sanders (1989–1998)
- Touchdowns terrestres: 99 - Barry Sanders (1989–1998)
- Recepções: 731 - Calvin Johnson (2007–2015)
- Jardas recebidas: 11,619 - Calvin Johnson (2007–2015)
- Passes interceptados: 62 - Dick LeBeau (1959–1972)
- Field goals: 495 - Jason Hanson (1992–2012)
- Pontos: 2,150 - Jason Hanson (1992–2012)
- Total touchdowns: 109 - Barry Sanders (1989–1998)
- Média de retorno de punt: 77,0 - Steve Belichick (1941)
- Média de retorno de Kickoff: 55,5 - Dick Compton (1962-1964) e Rafael Cooper (2002)
- Sacks: 95.5 - Robert Porcher (1992–2003)
- Tackles: 1,020 - Chris Spielman (1988–1995)
- Vitórias (treinador): 66 - Wayne Fontes (1988-1996)

## Jogadores

### Elenco Atual
Predefinição:Elenco do Detroit Lions

### Números Aposentados
| Número | Jogador        | Posição | Período   |
| 07     | Dutch Clark    | QB      | 1934-1938 |
| 20     | Barry Sanders  | RB      | 1989-1998 |
| 22     | Bobby Layne    | QB      | 1950-1958 |
| 37     | Doak Walker    | HB      | 1950-1955 |
| 56     | Joe Schmidt    | LB      | 1953-1965 |
| 85     | Chuck Hughes 1 | WR      | 1970-1971 |

Notas:
- 1 Póstumo. Hughes morreu de ataque cardíaco durante um jogo em 24 de outubro de 1971, e seu número 85 foi retirado de circulação. No entanto, o WR Kevin Johnson usou o número 85 durante sua temporada em Detroit depois de pedir e receber permissão da família Hughes, já que ele tinha usado esse número ao longo de sua carreira profissional.

- O número 20 foi aposentado especificamente para Sanders, embora o número também tenha sido usado pelo RB Billy Sims e pelo DB Lem Barney antes dele, ambos os quais também estão entre os melhores jogadores dos Lions de todos os tempos em suas posições.

Casos especiais:
- Os Lions aposentaram o número 93 na temporada de 2009, depois que Corey Smith desapareceu, supostamente morto, quando um barco em que ele estava pescando com amigos virou na costa da Flórida.[132] Os Lions também usaram 93 adesivos em seus capacetes naquela temporada. O número 93 foi usado por Kyle Vanden Bosch em 2010.

### Pro Football Hall of Famers
| Players | Players                 | Players      | Players             | Players    | Players | Players            | Players      | Players             | Players    |
| No.     | Nome                    | Posições     | Temporadas          | Introdução | No.     | Nome               | Posições     | Temporadas          | Introdução |
| ------- | ----------------------- | ------------ | ------------------- | ---------- | ------- | ------------------ | ------------ | ------------------- | ---------- |
| 20      | Lem Barney              | DB           | 1967–1977           | 1992       | 22      | Bobby Layne        | QB           | 1950–1958           | 1967       |
| 24      | Jack Christiansen       | DB           | 1951–1958           | 1970       | 44      | Dick LeBeau        | DB           | 1959–1972           | 2010       |
| 7       | Dutch Clark             | QB Treinador | 1934–1938 1937–1938 | 1963       | 30      | Ollie Matson       | RB           | 1963                | 1972       |
| 76      | Lou Creekmur            | G/T          | 1950–1959           | 1996       | 39      | Hugh McElhenny     | HB           | 1964                | 1970       |
| 77      | Curley Culp             | DT           | 1980–1981           | 2013       | 20      | Barry Sanders      | RB           | 1989–1998           | 2004       |
| 35      | Bill Dudley             | HB           | 1947–1949           | 1966       | 88      | Charlie Sanders    | TE           | 1968–1977           | 2007       |
| 72      | Frank Gatski            | C            | 1957                | 1985       | 56      | Joe Schmidt        | LB Treinador | 1953–1965 1967–1972 | 1973       |
| 35      | John Henry Johnson      | FB           | 1957–1959           | 1987       | 63      | Dick Stanfel       | OG           | 1952–1955           | 2016       |
| 81      | Dick "Night Train" Lane | CB           | 1960–1965           | 1974       | 37      | Doak Walker        | HB           | 1950–1955           | 1986       |
| 28      | Yale Lary               | DB, P        | 1952–1953 1956–1964 | 1979       | 50      | Alex Wojciechowicz | C, LB        | 1938–1946           | 1968       |

## Divisões e rivais de divisões
Os Lions fizeram parte de várias divisões e tiveram vários rivais de divisão em sua existência. Seus rivais mais antigos são o Chicago Bears e o Green Bay Packers, com quem eles participam em uma divisão desde 1933. O Minnesota Vikings estão em uma divisão com o Detroit desde sua temporada inaugural em 1961. Outros notáveis oponentes da antiga divisão foram os seguintes: Cleveland/Los Angeles Rams (29 temporadas - 1937-1966, exceto 1943), o Tampa Bay Buccaneers (25 temporadas - 1977-2001), o San Francisco 49ers (17 temporadas - 1950-1966), o Chicago Cardinals (16 temporadas - 1933-1949, com exceção de 1944), e o Baltimore Colts (14 temporadas - 1953-1966).
Os Lions também têm uma rivalidade de pré-temporada com o Cleveland Browns, apelidado de Great Lakes Classic. As duas equipes jogam pelo The Barge Trophy desde 2002. Os Lions e Browns tiveram uma sólida rivalidade nos anos 50, quando se encontraram quatro vezes na FInal da NFL (Detroit ganhou três dos confrontos); eles se encontraram com muito menos freqüência durante a temporada regular desde a fusão AFL-NFL em 1970, devido à mudança dos Browns para o AFC.

### Divisão Ocidental: 1933–1949
- Chicago Bears (1933-1949)

- Chicago Cardinals (1933-1949, combinado com o Pittsburgh Steelers em 1944 como Card-Pitt)

- Cincinnati Reds (1933-1934, suspenso nos últimos 3 jogos de 1934 por não pagar as quotas da liga)

- Cleveland/Los Angeles Rams (1937-1949, suspenso em 1943, mudou-se para Los Angeles em 1946)

- Portsmouth Spartans/Detroit Lions (1933-1949)

- Green Bay Packers (1933-1949)

- St. Louis Gunners (1934, os últimos 3 jogos apenas como substituto dos Cincinnati Reds suspensos)

- Card-Pitt (1944, a equipe combinada de Chicago Cardinals e Pittsburgh Steelers)

### Conferência Nacional da NFL: 1950-1952
- Baltimore Colts (1950)

- Chicago Bears (1950-1952)

- Detroit Lions (1950-1952)

- Green Bay Packers (1950-1952)

- Los Angeles Rams (1950-1952)

- New York Yanks (1950-1951) / Dallas Texans (1952) (mudou-se de Nova York para Dallas)

- São Francisco 49ers (1950-1952)

### Conferência Ocidental: 1953-1966
- Baltimore Colts (1953-1966)

- Chicago Bears (1953-1966)

- Detroit Lions (1953-1966)

- Green Bay Packers (1953-1966)

- Los Angeles Rams (1953-1966)

- São Francisco 49ers (1953-1966)

- Dallas Cowboys (1960)

- Minnesota Vikings (1961-1966)

### NFL Central: 1967–1969
- Chicago Bears (1967–1969)
- Detroit Lions (1967–1969)
- Green Bay Packers (1967–1969)
- Minnesota Vikings (1967–1969)

### NFC Central: 1970–2001
- Chicago Bears (1970–2001)
- Detroit Lions (1970–2001)
- Green Bay Packers (1970–2001)
- Minnesota Vikings (1970–2001)
- Tampa Bay Buccaneers (1977–2001)

### NFC North: 2002–presente
- Chicago Bears (2002–presente)
- Detroit Lions (2002–presente)
- Green Bay Packers (2002–presente)
- Minnesota Vikings (2002–presente)

## Radio e Televisão

### Rádio
A principal estação de rádio dos Lions é a WJR 760 AM. Dan Miller é o narrador, Jim Brandstatter é o comentarista e Tony Ortiz fornece relatórios secundários.
A equipe mudou-se para a WJR para a temporada 2016 da NFL, encerrando um relacionamento de 20 anos com a WXYT-FM, da CBS Radio. A decisão de se separar da WXYT foi instigada por uma exigência da equipe para que a emissora demitisse Mike Valenti - que teve um histórico de fazer comentários críticos sobre os Lions - como uma condição de renovação futura. Um porta-voz da Rádio CBS afirmou que sua recusa foi feita para manter a integridade da estação.

### Televisão

#### Pré temporada
Em 2015, o WJBK assumiu a WXYZ-TV como a principal estação dos jogos de pré-temporada dos Lions. Os apresentadores são Matt Shepard como narrador, Rob Rubick e Nate Burleson sendo os comentaristas e Jennifer Hammond da FOX2 fazendo as reportagens. Shows e jogos de pré-temporada são produzidos pela Fox Sports Detroit, que também exibe replays das transmissões.

#### Temporada regular
Os jogos da temporada regular são transmitidos regionalmente pela Fox, exceto quando os Lions jogam com uma equipe da AFC em Detroit, caso em que o jogo vai ao ar na CBS. O jogo do Dia de Ação de Graças em Detroit é sempre televisionado nacionalmente na Fox (anos ímpares) ou CBS (anos pares). O Detroit Lions foi a última equipe da NFC a jogar no Sunday Night Football da NBC desde que a rede conseguiu o direito de participar de jogos da NFL em 2006.